# Hormogoni

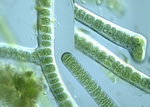
Els estigonematals són uns dels cianobacteris que desenvolupen hormonis

Un hormogoni és un filament que actua de propàgul i de cos reproductor propi d'alguns cianobacteris. Generalment es poden trobar en els gèneres Nostocals (Tolypothrix i Calothrix) i els Estigonematals

## Formació
Alguns cianobacteris desenvolupen aquest filament com a mitjà de supervivència quan es troben exposats a condicions de vida hostils o en un medi nou. L'hostilitat del medi depèn de la quantitat de llum i de la presència de nutrients. Apareixen en el moment de la reproducció. Els cianobacteris poden desenvolupar també acinets i heterocists.
La presència de nitrogen és imprescindible per al desenvolupament dels hormigonis. Els cianobacteris entren en simbiosi amb plantes ajudant-les a retenir nitrogen, això passa especialment en l'ordre dels Nostocals i els seus hostes. En resposta al factor inductor d'hormogonis (HIF) secretat per les plantes que els acullen, els cianobacteris creen els hormogonis i en unes 96 hores tornen a l'estat vegetatiu anterior. Generalment durant l'estat transitori actiu, els cianobacteris aconsegueixen introduir-se en la planta i a partir de llavors comencen a desenvolupar cèl·lules especialitzades en la retenció de nitrogen, les anomenades heterocists, que permeten una total simbiosi amb la planta.
L'aparició d'hormogonis sembla que estigui relacionat amb un procés d'oxidació de la plastoquinona, mentre que l'aparició d'heretrocists està relacionat amb un procés de reducció.En cas de passar d'un medi ric en nitrogen a un altre amb amoni, la probabilitat de simbiosi disminueix en un 50%.

## Característiques
La mida dels hormogonis varia segons espècies, poden tenir centenars de micrometres de llargada i poden moure's a una velocitat d'11 μm/s. Es mouen gràcies a una motilitat de lliscament, la qual requereix una superfície capaç de mantenir la humitat o en un substrat viscós com ara l'agar.
Es poden distingir dels tricomes vegetatius per la forma cel·lular i, en alguns casos, per la presència en els cianobacteris de vesícules contenidores de gas.